# إبراهيم الحلبي
إبراهيم بن محمد بن إبراهيم الحلبي هو فقيه ولد في حوالي 1460 في مدينة حلب، وتوفي في 1549 في إسطنبول حيث عاش مُعظم حياته، عُرف كأحد أذكى رجال القانون في عصره، وأهم أعماله كتاب "ملتقى الأبحر" الذي أصبح الدليل القياسي لمدرسة الحنفية في الإمبراطورية العثمانية. و"غنية المتملي في شرح منية المصلي" و"مختصر طبقات الحنابلة" و"تلخيص القاموس المحيط" و"تلخيص الفتاوي التاتارخانية" و"تلخيص الجواهر المضية في طبقات الحنفية.
توفي الحلبي في 1549 عن عمر يناهز التسعين عامًا، ودُفن في حي أدرنة قابي في إسطنبول.

## حياته
لا يُعرف الكثير من التفاصيل عن حياة إبراهيم الحلبي، حيث لا تقدم المصادر المعاصرة المتوفرة سوى الخطوط العريضة لمسيرته المهنية، جميع الحقائق المعروفة قدمت في أطروحة دكتوراه هاس (1981)،  وقد وجدت جميعها تقريبًا في مصدر واحد، وهو قاموس السيرة الذاتية «الشقائق النعمانية في علماء الدولة العثمانية» الذي جمعه أحمد بن مصطفى بن خليل، أبو الخير، عصام الدين طاشْكُبْري زَادَهْ المتوفي سنة 1561.
يُشير اسم الحلبي إلى مدينة حلب التي كانت جزءا من سلطنة المماليك، حيث ولد وتلقى تعليمه الأولي، كما حضر محاضرات في دمشق وأهله ذلك لأن يكون إمام وخطيب في حلب.
انتقل في أواخر القرن الخامس عشر إلى القاهرة عاصمة سلطنة المماليك لمتابعة دراسته، ومن المحتمل أنه حضر محاضرات في جامعة الأزهر، كما درس مع العالم الشهير والمؤلف جلال الدين السيوطي المشهور بدراساته في التفسير والحديث.
انتقل الحلبي إلى إسطنبول عاصمة الإمبراطورية العثمانية في حوالي عام 1500، وسرعان ما أصبح إمامًا وخطيبًا في العديد من المساجد حتى تم تعيينه إمام وخطيب مسجد الفاتح، كما عُين مدرسًا في «دار القرع الجديد» الذي أنشأه شيخ الإسلام سعيد شلبي، وفي إسطنبول كتب الحلبي وأشهر أعماله ونشرها وهو «ملتقى الأبحر».
يُدرج الدبلوماسي والمؤرخ النمساوي جوزيف فون هامر (1774-1856) الحلبي في قائمة العشرة الأوائل في كتابه «الشّرعيون العميقون» في القرن السادس عشر، العصر الذهبي العثماني.

## أعماله
صنف كتباً منها «ملتقى الأبحر» و«غنية المتملي شرح منية المصلي» و«تلخيص شرح الهداية» لابن الهُمَام، و«تلخيص التاتارخانية»، و«تلخيص القاموس»، و«شرح ألفية العراقي»، و«رسالة في المسح على الخفين» و«نعمة الذريعة في نصرة الشريعة» رداً على«الفصوص»، و«تنبيه الغبي في تكفير ابن عربي» رداً على السيوطي، و«مختصر الجواهر المضية».
قدم «هاس» قائمة بكتابات الحلبي، حيث تحتوي قائمته على إضافات وتصحيحات مهمة للقوائم السابقة، لا سيما القائمة التي قدمها كارل بروكلمان.
من أهم مؤلفاته:
- «غنية المتملي في شرح منية المصلي لمحمد الكاشغري» المعروف باسم «الحلبي الكبير»، يشرح كتاب الحنفي الكبير الذي أشتمل كثيراً من الأصول والأحكام الفقهية في مختلف فروع الدين ومسائله حيث عرفها وفصلها وشرحها شرحاً وافياً مزيلاً الإلباس عن الغامض منها.[12]
- «مختصر غنية المعملي في شرح منية المصلي»، المعروف باسم «الحلبي الصغير».[13]

- «الفوائد المنتخبه من الفتاوى التاتارخانيه»، مختارات من الفتاوى المختارة،[14] جُمعت بأمر من خان عزام تتارخان أحد النبلاء في بلاط محمد شاه الثاني (حكم من 1325 إلى 1351) من سلالة أغلاق في شمال الهند.
- «مختار فتح القدير»،[15] ملخص لفتح القدير لمحمد بن عبد الواحد بن الهمام الحنفي المتوفي سنة 1457،[16] شرح ضخم لأحد مصادر ملتقى الأبحر.
- «مختار الجواهر المضية في طبقات الحنفية».
- نعمة الذريعة في نصرة الشريعة.[17]
- «تصفيح الغابي في تنظيف ابن عربي»، ينتقد فيه الكتاب الشهير «فصوص الحكم» لمحيي الدين بن عربي (ابن عربي).
- «الرهص والوقص لمستحل الرقص: حكم الحضرة في الإسلام»، ينتقد فيه الممارسات الصوفية المتطرفة مثل الرقص والمولوية.[18]

الأعمال الأخرى الأقل شهرة هي:
- «نعيم سورة النبي وشرحه»، سيرة مؤنَّفة لنبي الإسلام محمد مكونة من 63 آية، مع شرح المؤلف نفسه.
- «العيلة الشريفة»، يتحدث فيه عن نبي الإسلام محمد وفضائله ويستند بشكل أساسي على كتاب الشفا بتعريف حقوق المصطفى لكاتبه القاضي عياض (المتوفي سنة 1149).
- «كتاب فصول الأربعين،» مجموعة مختارة من الأحاديث النبوية مرتبة في أربعين فصل.
- شرح قصيدة لشرف الدين إسماعيل بن مقري اليماني المتوفي سنة 1433، عالم شافعي.

### مؤلفات منسوبة
من المؤلفات التي نُسبت خطأً إلى إبراهيم الحلبي:
- «سلك النظام في شرح جواهر الكلام»، وهو كتاب ألفه إبراهيم بن مصطفى الحلبي،[20] يشرح فيه كتاب «جواهر الكلام».
- «درة الموحدين وديرة الملحدين»، كتاب ألفه إبراهيم بن شيخ الإسلام موسى الحلبي،[21] لحث السلطان بايازيد الثاني (حكم من 1481 إلى 1512) على اتخاذ إجراءات ضد اضطهاد المسلمين السنة في ظل حكم السلالة الصفوية.
- «تحفة الأخيار»، وهو كتاب ألفه «إبراهيم بن مصطف الحلبي» المتوفي سنة 1776.[22]

## الملتقى
يُعتبر كتاب «ملتقى الأبحر» من أشهر أعمال إبراهيم الحلبي حيث أكمله في 23 رجب 923 هـ (11 سبتمبر 1517)،  وهو عبارة عن تلخيص لعدد من التجميعات المعيارية السابقة للفقه الحنفي، حيث يشير المؤلف بدقة إلى مواضع الاتفاق والاختلاف في هذه المصادر الفقهية الحنفية، ويقدم إرشادات وإشارات إلى الآراء القانونية التي يُقدر ويصنفها بالأصح، أو الأقوى، أو الأرجح، مع الإشارة إلى الرأي المفضل، في الرأي القانوني الرسمي (المختار للفتوى).
يشار إلى الكتاب عادةً باسم «الملتقى» (بالتركية: Mülteka)‏ ويتميز بأنه عمل شامل وموجز ومكتوب بأسلوب بسيط،  واكتسب بهذه الصفحات سمعته ككتاب مرجعي مناسب للقضاة، وجعلته كتابًا قياسيًا في المدارس العثمانية في عهد السلطان سليمان الثاني «العظيم» (حكم 1520-1566)، ليحل محل كتاب كنز الدقائق «لمؤلفه أبي البركات حافظ الدين النسفي»،  واحتفظ الكتاب بأهميته لثلاثة قرون.
كُتبت العديد من التعليقات على الملتقى خلال القرون اللاحقة له، مما يدل على شعبيته، وقد تُرجم الكتاب إلى اللغة التركية، كما لاحظ العديد من المراقبين الأوروبيين الوضع القانوني «للملتقى» حيث لاحظ جيمس لويس فارلي أن «السلطان يحكم الأتراك، لكن القرآن والملتقى يحكمان السلطان».
احتفظ الملتقى بأهميته حتى السنوات الأخيرة من الإمبراطورية العثمانية، وتضمنت مجلة الأحكام العديلة وهي القانون المدني العثماني الصادر عام 1877، عددًا كبيرًا من المقاطع المترجمة مباشرةً من «الملتقى»،  كما تم إنتاج اثنتي عشرة نسخة مطبوعة من النص في إسطنبول بين عامي 1836 و1898 
استخدم الباحث الألماني البريطاني جوزيف شاخت «الملتقى» كمصدر أساسي للقسم المنهجي في مقدمة كتابه (بالإنجليزية: Introduction to Islamic law)‏ «مقدمة في الشريعة الإسلامية» (1964)، ووصف «الملتقى» بأنه «أحد أحدث البيانات وأكثرها احترامًا لعقيدة مدرسة الحنفية، التي تقدم الشريعة الإسلامية في شكلها النهائي الكامل التطور».